# Recopa Mineira 2021
La Recopa Mineira 2021 è stata la seconda edizione di questa coppa dello Stato brasiliano del Minas Gerais organizzata dalla FMF.
Si è tenuta in gara unica allo Stadio Antônio Guimarães de Almeida di Tombos il 26 gennaio 2022 e ha visto contrapposti i campioni del Troféu do Interior del Tombense contro i vincitori del Troféu Inconfidência del Pouso Alegre.
La finale è stata vinta ai rigori dal Tombense, che ha bissato il trionfo dell'anno precedente. L'incontro è stato giocato in concomitanza con la prima giornata del Campionato Mineiro, per cui sono stati messi in palio sia il trofeo della Recopa, sia i 3 punti in classifica.

## Formula
Partita in gara unica. In caso di parità dopo i 90 minuti regolamentari sono previsti i tiri di rigore.

## Partecipanti
| Squadre      | Qualificazione                          | Partecipazioni precedenti |
| ------------ | --------------------------------------- | ------------------------- |
| Tombense     | Vincitore del Troféu do Interior 2021   | 2020                      |
| Pouso Alegre | Vincitore del Troféu Inconfidência 2021 | 0                         |

## Tabellino
| Arbitro: | Ricardo Marques Ribeiro |

|                                                                                   |                      |                                                                             |
| Ciel 22’                                                                          | Marcatori            | 52’ Bruno Moraes                                                            |
| David Manoel Jean Lucas Keké Vinicius Mingotti Marquinhos Kleiton Pego Zé Ricardo | Tiri di rigore 6 – 5 | Carlinhos Iago Dias Nando Eberê Luanderson Gledson Paixão Maycon Igor Eto'o |

| Tombense | Pouso Alegre |

|                        |    |                   |     |     |
|                        |    |                   |     |     |
| P                      | 1  | Rafael Santos     |     |     |
| D                      | 2  | David             |     |     |
| D                      | 3  | Moisés            |     |     |
| D                      | 4  | Roger Carvalho    |     |     |
| D                      | 6  | Manoel            | 64’ |     |
| C                      | 5  | Alison José       |     | 68’ |
| C                      | 8  | Rodrigo           |     | 57’ |
| C                      | 10 | Jean Lucas        |     |     |
| A                      | 11 | Everton Galdino   |     | 74’ |
| A                      | 99 | Ciel              |     | 57’ |
| A                      | 9  | Daniel Amorim     |     | 74’ |
| A disposizione:        |    |                   |     |     |
| P                      | 12 | Léo Lang          |     |     |
| P                      | 26 | João Lazzari      |     |     |
| D                      | 13 | Jordan            |     |     |
| C                      | 14 | Gustavo Cazonatti |     |     |
| C                      | 15 | Zé Ricardo        | 90’ | 68’ |
| C                      | 18 | Marquinhos        |     | 57’ |
| A                      | 7  | Keké              |     | 57’ |
| A                      | 16 | Kleiton Pego      |     | 74’ |
| A                      | 19 | Vinicius Mingotti |     | 74’ |
| Allenatore:            |    |                   |     |     |
| Rafael Silva Guimarães |    |                   |     |     |

|                 |    |                       |       |     |
|                 |    |                       |       |     |
| P               | 1  | Cairo                 |       |     |
| D               | 2  | Nando                 |       |     |
| D               | 3  | Maycon                |       |     |
| D               | 4  | Luanderson            |       |     |
| D               | 6  | Carlinhos             | 90+6’ |     |
| C               | 8  | Gledson Paixão        |       |     |
| C               | 5  | Wesley Fraga          |       |     |
| C               | 10 | Rafinha               |       | 74’ |
| A               | 7  | Osinachi Eberê        |       |     |
| A               | 11 | Iago Dias             | 62’   |     |
| A               | 9  | Bruno Moraes          | 60’   | 85’ |
| A disposizione: |    |                       |       |     |
| P               | 12 | Alencar               |       |     |
| D               | 13 | Caio Souza            |       |     |
| D               | 14 | Doni                  |       |     |
| D               | 15 | Lucas Silva Rodrigues |       |     |
| D               | 16 | Enzo                  |       |     |
| C               | 18 | Samuel Andrade        |       | 74’ |
| C               | 20 | Luan da Silva         |       |     |
| A               | 17 | Igor Eto'o            |       | 85’ |
| A               | 19 | Gabrielzinho          |       |     |
| A               | 21 | Tales                 |       |     |
| A               | 22 | João Marcos           |       |     |
| Allenatore:     |    |                       |       |     |
| Cléber Gaúcho   |    |                       |       |     |